# Маркс, Фердинан Даниэль
Даниэль Маркс (фр. Daniel Marx; 1761 — 1839) — французский военный деятель, бригадный генерал (1806 год), барон (1808 год), участник революционных и наполеоновских войн.

## Биография
9 ноября 1778 года вступил на военную службу солдатом гусарского полка Эстерхази, 21 января 1781 года – фурьер, 6 июля 1786 года – старший вахмистр, 17 мая 1789 года – знаменосец полка, 3 июня 1790 года – младший лейтенант, 23 июня 1792 года – лейтенант 3-го гусарского полка, служил в Мозельской армии. 1 июля 1793 года – капитан, 14 апреля 1794 года – командир эскадрона, с 1794 по 1797 год сражался под командой полковника Лебрена де Ля Уссе в составе Самбро-Маасской армии, отличился в сражениях при Малине, Камбре и Льеже. 18 апреля 1797 года во главе своего подразделения он переплывает реку Вид, отбрасывает противника у Нойвида, захватывает большое количество пленных, и часть багажа. При переходе через реку Близ, атакует во главе 2-х эскадронов артиллерию врага, и создаёт беспорядок в рядах австрийской армии. В ходе боя ранен мушкетной пулей. При отступлении из Лимбурга на Саарбрюккен, командовал арьергардом дивизии генерала Саже, и своими действиями во время этого манёвра заслужил самые высокие похвалы со стороны генералов и представителей народа.
В 1798 году переведён в Английскую армию, в 1799 году в составе Наблюдательной Армии Рейна участвовал в экспедиции против восставшей Бельгии, с 1800 года служил в Дунайской и Рейнской армиях, с 1801 года – в 1-м военном округе.
4 марта 1803 был вызван в Париж военным министром в качестве члена комитета по манёврам кавалерии, а также был включён в комиссию по правилам внутренней службы в кавалерийских частях. 21 августа 1803 года произведён в полковники, и 1 сентября стал командиром 7-го гусарского полка. С 1803 года служил в лагере Брюгге Армии Берегов Океана. С 29 августа 1805 года в составе бригады лёгкой кавалерии 3-го корпуса Великой Армии. В Австрийской кампании сражался при Мариацелле, Аффленге, Аустерлице. 20 сентября 1806 года вместе с 5-м гусарским полком, вошёл в состав бригады лёгкой кавалерии генерала Лассаля, будущей «Адской бригады». Сражался при Гере, Пренцлау, Штеттине, Любеке, Ченстово и Голымине, 30 декабря 1806 года – бригадный генерал.
4 января 1807 года – комендант кавалерийского депо в Лещицах, 14 января 1807 года – комендант кавалерийского депо Резервной армии маршала Келлермана в Майнце, 31 мая 1807 года переведён на службу Великого герцогства Берг и 31 июля 1807 года возглавил всю кавалерию герцогства. В 1808 году последовал за королём Мюратом в Неаполь, был назначен конюшим последнего и директором ремонтных депо королевства, после падения Империи вышел 29 сентября 1814 года в отставку и возвратился на родину. Умер 14 декабря 1839 года в Ремирмоне в возрасте 78 лет.

## Воинские звания
- Фурьер (21 января 1781 года);
- Старший вахмистр (6 июля 1786 года);
- Младший лейтенант (3 июня 1790 года);
- Лейтенант (23 июня 1792 года);
- Капитан (1 июля 1793 года);
- Командир эскадрона (14 апреля 1794 года);
- Полковник (21 августа 1803 года);
- Бригадный генерал (30 декабря 1806 года).

## Титулы
- Барон Маркс и Империи (фр. baron Marx et de l'Empire; декрет от 19 марта 1808 года, патент подтверждён 2 июля 1808 года)[1].

## Награды
Легионер ордена Почётного легиона (11 декабря 1803 года)
 Офицер ордена Почётного легиона (14 июня 1804 года)
 Коммандан ордена Почётного легиона (25 декабря 1805 года)
 Кавалер военного ордена Святого Людовика (17 января 1815 года)